# エア・アイスランド
エア・アイスランド・コネクト（英語: Air Iceland Connect、旧エア・アイスランド）は、アイスランドのコミューター航空会社である。レイキャヴィークを中心に国内線やグリーンランドやフェロー諸島への路線を運航している。2017年5月に現在の社名へ変更した。

## 歴史
1959年、パイロットのトリッグヴィ・ヘルガソン(Tryggvi Helgason)は、アークレイリで航空輸送事業を開始した。当初はパイパー機を使用して緊急輸送やチャーター運航を行っていたが、1960年にはアークレイリからヴォップナフィヨルズルへの定期運航を開始した。後にビーチクラフト機やノール262などを導入し、事業を拡大した。1964年にはNorðurflugの名称を使用するようになり、1967年には公開会社の形態となった。
1974年、同社を所有するトリッグヴィ・ヘルガソン(Tryggvi Helgason)は事業の売却を決め、同社の元従業員にアイスランド航空(Flugleiðir)の出資も加わって設立されたFlugfélag Norðurlandsが運航を引き継いだ。新会社は1975年から運航を開始した。
1990年代、アイスランド航空は事業の分社化を進めており、国内線部門でも他社との提携を模索していた。1997年、Flugfélag Norðurlandsがアイスランド航空の国内線事業を吸収し、社名をエア・アイスランド(Flugfélag Íslands)と改める形で合併が成立した。"Flugfélag Íslands"を名乗る航空会社は過去に2社存在したほか、アイスランド航空もかつてはこの名称を名乗っており、エア・アイスランドは"Flugfélag Íslands"の名称を持つ航空会社としては4代目にあたる。
2008年にはDHC-6機の運用とアークレイリにあった関連の施設の使用を停止し、アークレイリ発着路線は新たに設立されたノーランドエアに引き継がれた。

## 就航都市

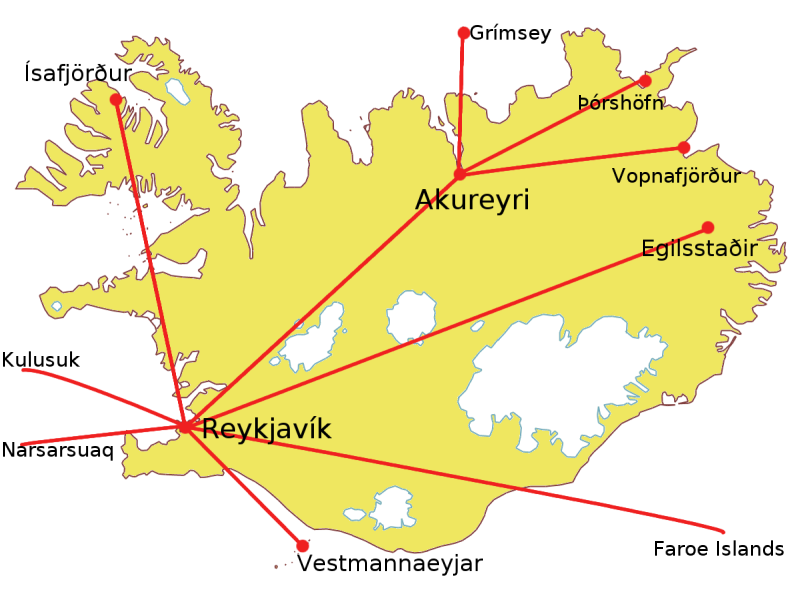
エア・アイスランドの航空路線図

### 国内線
アークレイリから地方への路線はノーランドエアにより運航されている。
- レイキャヴィーク
- アークレイリ
- エイイルススタジル
- イーサフィヨルズゥル
- グリムセイ
- ソゥルスホプン
- ヴォプナフィヨルズル

### 国際線
- グリーンランド
  - クルスーク
  - Nerlerit Inaat
  - ヌーク
  - ナルサルスアーク（夏季）
  - イルリサット（夏季）
- フェロー諸島
  - Sørvágur

## 機材

### 保有機材
2019年4月現在の機材は以下の通りである。
- DHC-8-Q200 3機
- DHC-8-Q400 3機

### 退役機材
- フォッカー 50 6機